# US 12
US 12 (U.S. Route 12) — скоростная автомагистраль, проходящая по северной части США с востока на запад, протяжённостью 3996 километров. Проходит по территории восьми штатов.

## Крупные города
С запада на восток
- Абердин (штат Вашингтон)
- Якима (штат Вашингтон)
- Три-Ситис (штат Вашингтон)
- Уолла-Уолла (штат Вашингтон)
- Льюистон (штат Айдахо)
- Мизула (штат Монтана)
- Хелена (штат Монтана)
- Майлз-Сити (штат Монтана)
- Абердин (штат Южная Дакота)
- Уилмар (штат Миннесота)
- Миннеаполис (штат Миннесота)
- Сент-Пол (штат Миннесота)
- О-Клэр (штат Висконсин)
- Уисконсин-Делс (штат Висконсин)
- Мадисон (штат Висконсин)
- Чикаго (штат Иллинойс)
- Гэри (штат Индиана)
- Детройт (штат Мичиган)
- Джонсвилл (штат Мичиган, деревня)